# HMS Exeter (1928)
HMS Exeter was een zware kruiser van de Yorkklasse die van 1931 tot 1942 dienst deed bij de Britse marine. Het schip is tot zinken gebracht bij de Tweede Slag in de Javazee.

## Ontwerp
Exeter had een waterverplaatsing van 8.520 ton en volgeladen een verplaatsing van 10.790 ton. Dankzij de Parsons stoomturbines, die ieder één schacht hadden, had het schip een machine vermogen van 60.000Kw, waarmee het een topsnelheid van 32 knopen kon halen. Als het schip een snelheid van 14 knopen aanhield, kon het 19.000 kilometer varen.
Exeter had een hoofdbewapening van zes BL 203 mm Mk VIII kanons in drie geschuttorens. Origineel waren er acht gepland, maar vanwege de nodige gewichtsreductie werd één toren geschrapt. Het schip had een secundaire bewapening van vier 102 mm kanonnen, die voor zowel lucht- als oppervlaktedoelen ingezet werden. Verder had het schip twee keer 40 mm luchtafweergeschut en twee drieloopse torpedobuizen van 533 mm.

### Modificaties

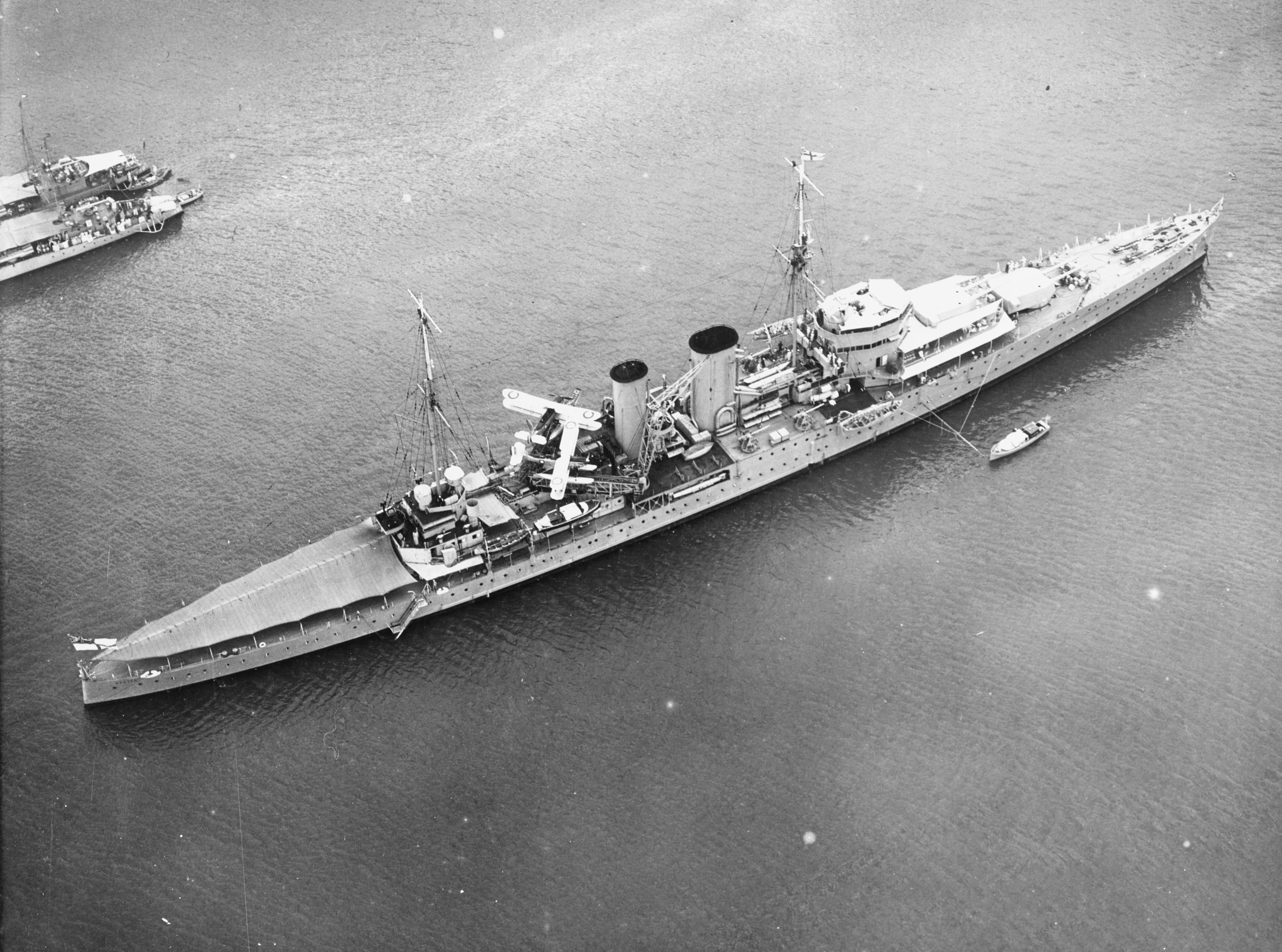
Luchtfoto van HMS Exeter

In 1932 werd de beplating van Exeter gereduceerd, zodat het scheepsdek wat minder omsloten werd. Ook werden de katapulten zodanig veranderd dat ze de nieuwe Fairey IIIF watervliegtuigen konden afschieten. Ook werd het 40 mm luchtafweergeschut vervangen door twee vierloopse 12,7 mm machinegeweren.
Na het gevecht met Admiral Graf Spee in 1939 werd besloten om het pantser te verbeteren, de vuursystemen te upgraden en meer luchtafweergeschut te plaatsen. Zo kwamen er 40 mm kanonnen bij en 20 mm geschut, werd het 102mm geschut vervangen door dubbelloops geschut van hetzelfde kaliber en vonden er diverse verbeteringen aan de radars plaats. Deze aanpassingen waren in maart 1941 gereed.

## Dienstperiode

### Zeeslag bij de Río de la Plata
HMS Exeter maakte deel uit van Force G, een reactie-eenheid die naar de Atlantische Oceaan bij Zuid-Amerika was gestuurd om het vestzakslagschip Admiral Graf Spee tot zinken te brengen. Op 13 december 1939 ontmoette Force G de Graf Spee, een gevecht volgde. De Britten hadden een speciale manoeuvre voorbereid, Exeter zou naar het noordwesten zwenken en de overige schepen, de lichte kruisers HMS Ajax en HMNZS Achilles (Nieuw-Zeeland), naar het noordoosten. Hierdoor kwam Graf Spee tussen hen te liggen, wat grote strategische gevolgen had.
Een klein overzicht van het gevecht:
Om 06:18 begon Graf Spee met het beschieten van Exeter, Exeter vuurde vanaf 06:20 terug.
Om 06:23 werd Exeter zwaar geraakt. De bemanning van de torpedobuizen werd gedood, de communicatie-apperatuur werd vernietigd, de schouwen en zoeklichten werden doorzeefd en het watervliegtuig verwoest.
Om 06:26 werd geschuttoren B van Exeter geraakt en lamgelegd. Ook werd de brug geraakt. Iedereen op de brug sneuvelde of raakte gewond, op de kapitein en twee officieren na.
Om 06:38 raakten afgevuurde torpedo's van Exeter Graf Spee. Geschuttoren A werd verwoest en er brak brand uit. Even later raakte een 203 mm projectiel de dieselreiniger van de Graf Spee, het schip had nu nog maar diesel voor zestien uur.
Om 06:50 maakte Exeter 7° slagzij naar stuurboord.
Om 07:30 trok Exeter zich terug, haar laatste geschuttoren was uitgeschakeld door kortsluiting na de inslag van een 283 mm granaat. Het schip vertrok naar de Falkland Eilanden voor noodreparaties.
Uiteindelijk was Admiral Graf Spee zodanig beschadigd dat het door eigen bemanning tot zinken werd gebracht.

### Slag in de Javazee
Op 27 februari 1942 voer Exeter met het geallieerde American British Dutch Australian Force eskader, kortweg ABDA, onder leiding van Schout-bij-Nacht Karel Doorman naar de Japanse invasievloot van Java. Exeter had een kort gevecht, al snel werd een van haar ketelruimen geraakt door een granaat, waardoor veertien mannen sneuvelden. Exeter veranderde van koers onder dekking van HMAS Perth, die een rookgordijn legde. Exeter werd hierna terug naar Surabaya geëscorteerd door de Nederlandse torpedobootjager Hr.Ms. Witte de With en de Engelse HMS Electra en HMS Encounter.

### Tweede slag in de Javazee

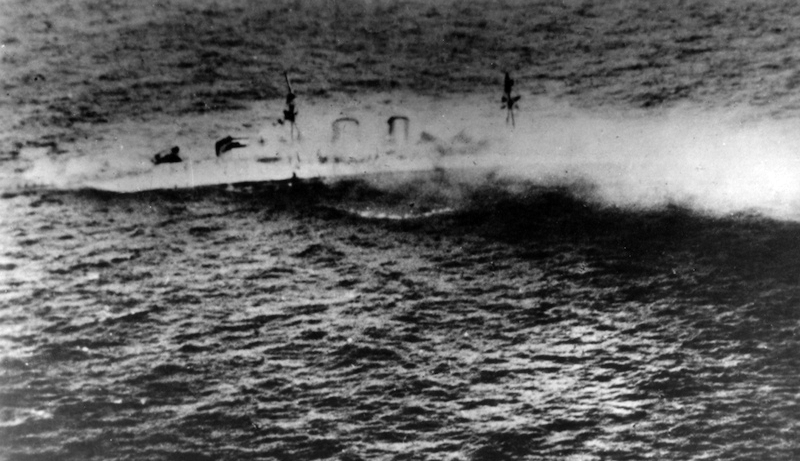
Luchtfoto van de zinkende Exeter

Op 1 maart 1942, een dag na de eerste slag in de Javazee, voeren de Exeter, Encounter en USS Pope naar de Straat Soenda, ze werden onderschept door een overig deel van de Japanse invasievloot. Ondanks verschillende pogingen om weg te komen lukte het de drie schepen niet. Exeter en Encounter werden getorpedeerd. Later die dag werd ook de USS Pope tot zinken gebracht.